# اللهجة البروفانسية
اللهجة البروفانسيّة (بالأوكسيتانية: Provençu أو Prouvençau) هي لهجة من الأوكسيتانية تتحدث بها أقلية من الناس في جنوب فرنسا ومعظمهم في بروفانس. في العالم الناطق بالإنكليزية، يستخدم وصف «البروفانسية» غالبًا للإشارة إلى كامل اللهجات الأوكسيتانية، ولكن الواقع يشير تحديدًا إلى اللهجة المستخدمة في بروفانس.